# Saint-Hilaire-la-Treille
Saint-Hilaire-la-Treille è un comune francese di 430 abitanti situato nel dipartimento dell'Alta Vienne nella regione della Nuova Aquitania.

## Società

### Evoluzione demografica
Abitanti censiti